# Joseph Murphy
Joseph Murphy (ur. 20 maja 1898 w Ballydehob, zm. 16 grudnia 1981) – irlandzki pisarz, filozof, nauczyciel, prekursor i krzewiciel myślenia pozytywnego.

## Życiorys
Urodził się w Ballydehob, w hrabstwie Cork, w Irlandii. Uczył się w Irlandii i Anglii.  W 1922 roku wyjechał do Stanów Zjednoczonych, gdzie rozpoczął studia z zakresu farmacji. Na Uniwersytecie Południowej Kalifornii obronił doktorat z psychologii. Jego najważniejsze dzieło, a zarazem najbardziej znane – Potęga podświadomości (The Power of Your Subconscious Mind), przedstawia, w jaki sposób wpływać na swoją podświadomość i używać jej do własnych celów.

## Twórczość
- Potęga podświadomości (1962)
- Potęga ludzkiego ducha (1965) (ang. The Amazing Laws of Cosmic Mind Power)
- Potęga nieskończonego bogactwa: Myśli kształtują życie (1966)
- Sekrety I Ching (1970)
- Dar intuicji: Myśli kształtują życie (1971)
- Energia z kosmosu (1974)
- Tajemnice podświadomości odnalezione w Biblii (1976)
- Prawa umysłu (1980) (ang. How to Use the Laws of Mind)
- Mądrość biblijna
- Pokonaj lęk i obawy
- Moc przyciągania pieniądza
- Prawdy, które mogą odmienić twoje życie
- Pieśni Boga